# Annie Lööf
Annie Marie Therése Lööf (Värnamo, 16 luglio 1983) è una politica svedese.
È dal 2006 membro del Riksdag rappresentando il suo collegio elettorale, la contea di Jönköping, e dal 2011 leader del Partito del centro. È stata Ministro delle Imprese dal 2011 al 2014.

## Biografia
Annie Lööf è nata e cresciuta nel piccolo villaggio di Maramö, vicino a Värnamo. Durante il suo ultimo anno alla Finnvedens Secondary School di Värnamo, dove ha studiato scienze sociali, ha sviluppato un interesse per la politica.
Alla fine del 2001 Lööf si unì al Partito di Centro. Durante le elezioni generali del 2002 è stata impiegata come agente elettorale per l'organizzazione giovanile del partito (CUF) nella contea di Jönköping e nello stesso anno ha vinto una borsa di studio Dag Hammarskjöld, che le ha dato la possibilità di immergersi nei temi della pace internazionale e delle questioni ambientali presso la sede delle Nazioni Unite a New York. Dopo l'elezione si è iscritta all'Università di Lund conseguendo una laurea in giurisprudenza (LL.M.) nell'agosto 2011.

### Membro del Parlamento (2006–presente)
Nelle elezioni generali del 2006 Lööf è stata eletta al Riksdag, all'epoca era  il membro più giovane della legislatura.
Nel gennaio 2007, insieme al suo collega Fredrick Federley, Lööf ha avviato il Gruppo liberale, una rete di persone di mentalità liberale sia all'interno che all'esterno del Riksdag. È stata anche vicepresidente del CUF. Per diversi anni ha fatto parte del consiglio di amministrazione della Nordic Centre Youth Federation, la seconda più grande organizzazione giovanile della Scandinavia.
Nel 2008 Lööf ha ricevuto la sovvenzione "Young European Leadership Program" dall'Ambasciata degli Stati Uniti.
Prima di diventare ministro e leader del partito, Annie Lööf è stata membro della commissione per le finanze, della delegazione di guerra e vicepresidente della commissione per la giustizia e prima vice leader della Camera per il gruppo parlamentare del partito di centro e membro del comitato esecutivo del partito. È stata membro di diverse commissioni governative, tra cui l'E-Publicity Committee, l'indagine sulle esigenze della polizia di intelligence dei segnali e nel comitato di intelligence dei segnali, che ha valutato le attività del National Defence Radio Establishment.
Durante i suoi due mandati, è stata attiva nella politica municipale a Värnamo, come deputata del Consiglio comunale dal 2002 al 2004, come membro del Consiglio dei cittadini dal 2002 al 2004, nonché consigliere comunale ordinario dal 2006 al 2007. Lööf è stata anche eletta nei consigli locali di Värnamo nel 2010, ma ha lasciato l'incarico a causa dei molti impegni nazionali. Fino al 2008 Lööf è stata sostituta della delegazione svedese del Consiglio nordico e, in carica per il pre-mandato, ha lavorato per la commissione per la Costituzione.
Dopo le elezioni generali del 2010, Lööf è stata eletta presidente del National Post-Election Analysis Group, nominata dal Partito di Centro. Il Gruppo di Analisi ha presentato la sua relazione nel gennaio 2011. Lo stesso anno divenne portavoce per gli affari finanziari ed economici del suo partito. Il 31 agosto 2011 il Comitato per le nomine dei partiti di centro ha proposto Annie Lööf come presidente del partito.

### Leader del Partito di Centro (2011-presente)

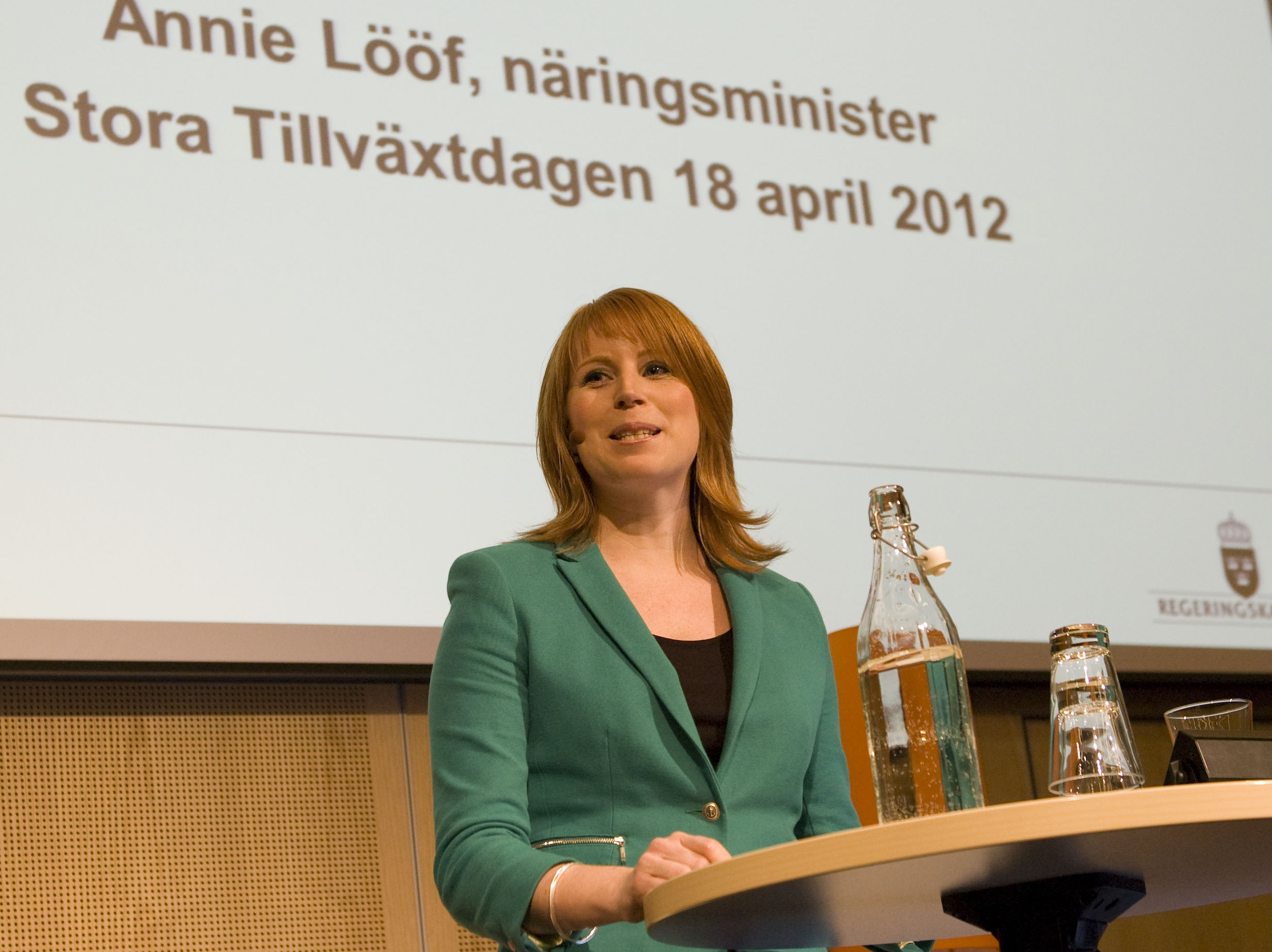
Lööf nell'aprile 2012.

Lööf è stata eletta leader e presidente del partito il 23 settembre 2011, subentrando  a Maud Olofsson, al congresso del partito ad Åre, diventando così  la più giovane leader di partito del Partito di Centro.

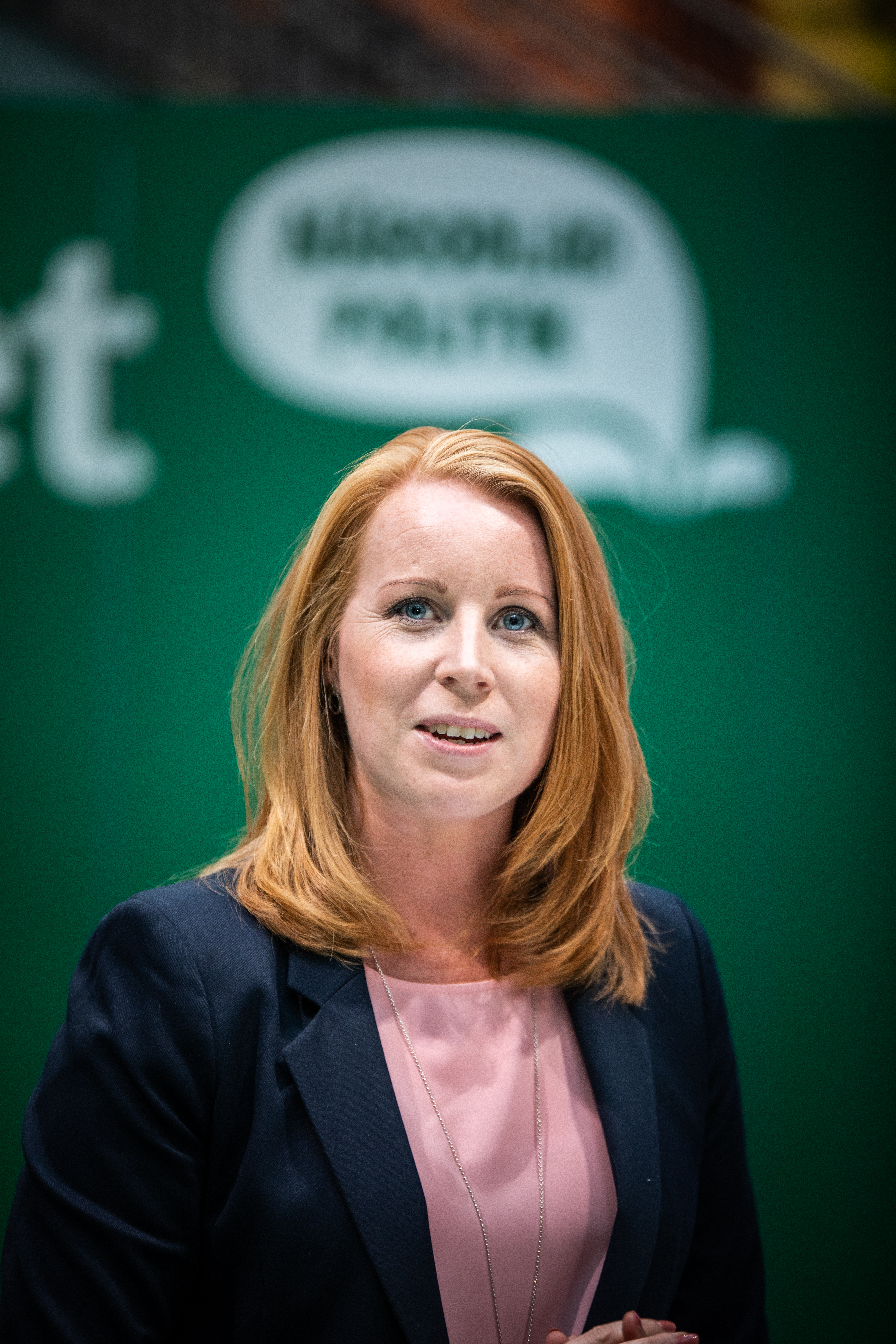
Annie Lööf nel 2018

Il 29 settembre 2011 Lööf è subentrata a Maud Olofsson come ministro per le Imprese. Ha anche dfeciso di sostituire il ministro dell'Ambiente Andreas Carlgren con Lena Ek, ex eurodeputata, e ha dato vita a un nuovo ministero dell'IT e dell'Energia affidato a Anna-Karin Hatt (ex candidata per la leadership del partito). Ha mantenuto l'incarico il ministro per gli affari rurali e agricoli, Eskil Erlandsson.

## Vita privata
Lööf è la figlia del politico del Partito di Centro Hans-Göran Johansson, sindaco del comune di Värnamo. Il 30 luglio 2011 Annie ha sposato Carl-Johan Lööf. Il 10 settembre 2015 ha dato alla luce una figlia di nome Ester.  Ha avuto una seconda figlia, Saga, il 3 dicembre 2019. Vivono a Nacka, Stoccolma.